# Shorea symingtonii
Shorea symingtonii (tiếng Anh thường gọi là White Meranti) là một loài thực vật thuộc họ Dipterocarpaceae. Đây là loài đặc hữu của Malaysia.